# 八幡神社 (所沢市糀谷)
八幡神社（はちまんじんじゃ）は、埼玉県所沢市の神社。

## 歴史
創建年代は不明である。ただ江戸時代後期の地誌『新編武蔵風土記稿』に記載されていることから、その頃には既に存在していたものと推測される。『風土記稿』には、旧称は「若宮八幡宮」で、村民持（別当寺制ではなく、村民による自主管理）と記されている。また、江戸幕府初代将軍徳川家康が鷹狩で当地を訪れ、当社の井戸水を飲んで、美味であることから「神水」と名付けたという逸話が残されている。
1872年（明治5年）、近代社格制度に基づく「村社」に列せられ、1908年（明治41年）の神社合祀により、周辺の3社が合祀された。
当社の神職を務める「中家」は、現在の同県川越市古谷上にある古尾谷城の城主中資信の末裔であるという。

## 交通アクセス
- 路線バス糀谷停留所より徒歩6分。